# Giacomo Castiglione
Giacomo Castiglione (Genova, 1492 – ...) è stato un esploratore italiano (conosciuto in Spagna come Jácome de Castellón, Santiago Castellón o Xácome de Castellón), fondatore di Nuova Cadice, la città più antica del Sud America.

## Biografia
Giacomo Castiglione nacque nel 1492, figlio di Bernardo Castiglione, verso la fine del quindicesimo secolo si trasferì a Toledo.
Nel 1500 nell'isola di Cubagua, in Venezuela, fu istituito un accampamento temporaneo per lo sfruttamento delle perle da Giacomo Castiglione, che era al servizio della Spagna. È considerata la prima città – successivamente chiamata Nueva Cádiz – fondata dagli spagnoli in Venezuela e Sud America.
(José Javier Esparza)
Nel 1521, Castiglione guidò una spedizione semi-militare, a seguito della quale fece costruire il castello di Araya e nel 1523 fondò la città de "la gloriosa Santa Ines de Nueva Córdoba", la moderna Cumaná, della quale fu teniente de alcaide nel 1528 assieme a Andrés de Villacorta. In seguito, nel 1547 Castiglione fondò la città di Cadiz (Gades Gadira Nova) sull'isola di Cubagua.